# Condado de Nysa
Condado de Nysa (polaco: powiat nyski) é um powiat (condado) da Polónia, na voivodia de Opolskie. A sede do condado é a cidade de Nysa. Estende-se por uma área de 1223,87 km², com 146 606 habitantes, segundo os censos de 2005, com uma densidade 119,79 hab/km².

## Divisões admistrativas
O condado possui:
Comunas urbana-rurais: Głuchołazy, Korfantów, Nysa, Otmuchów, Paczków
Comunas rurais: Kamiennik, Łambinowice, Pakosławice, Skoroszyce
Cidades: Głuchołazy, Korfantów, Nysa, Otmuchów, Paczków

## Demografia
População (dados de 30 de Junho de 2005):
|          | Total   | Total | Mulheres | Mulheres | Homens  | Homens |
| -------- | ------- | ----- | -------- | -------- | ------- | ------ |
|          | pessoas | %     | pessoas  | %        | pessoas | %      |
| Total    | 146 606 | 100   | 75 417   | 51,4     | 71 189  | 48,6   |
| Cidades  | 78 073  | 100   | 40 863   | 52,3     | 37 210  | 47,7   |
| Povoados | 68 533  | 100   | 34 554   | 50,4     | 33 979  | 49,6   |